# 曾國禎
曾國禎，字德符，别號有庵，江西撫州府臨川縣民籍。

## 生平
萬曆三十四年（1606年）丙午科江西乡试举人，四十四年（1616）丙辰科廷試三甲七十一名。刑部觀政，授浙江乌程县知县，天啓元年本省同考，五年升國子監助教，六年擢工部主事，加官工部郎中，曾为魏忠贤在卢沟桥建生祠。天啓七年（1627年）八月以殿工加升二级，为太仆寺少卿。

## 家族
曾祖曾宜，山東盐運司知事。祖父曾伸，庠生。父曾如式。母傅氏。娶徐氏，子應暉、應曜、應曉、應時、應曙。侄曾應瑞，同科進士。

## 引用
1. ↑  《明熹宗悊皇帝实录卷之八十三》：天啓七年四月，工部监督两山郎中曾国祯疏颂魏忠贤功德，请建祠于芦沟桥，赐名隆恩。五月，户部云南司主事监督崇文门榷税张化愚疏称厂臣精忠贯日，经济掀天，匪茹外患全消，民瘼隐忧顿释，在京各□愿立生祠于崇文门通衢，从之，祠名与作广仁。又工部监督两山营总司郎中曾国祯亦疏请建厂臣生祠，并允行。
2. ↑  《萬曆四十四年丙辰科進士序齒録》